# Cephalotes adolphi
Cephalotes adolphi é uma espécie de inseto do gênero Cephalotes, pertencente à família Formicidae.